# أكيهيكو يوشيدا
أكيهيكو يوشيدا وباليابانية (吉田明彦 يوشيدا أكيهيكو) (ولد في عام 1967) هو مصمم شخصيات ومطور ألعاب فيديو ياباني يعمل حاليا لدى سكوير إنيكس. يوشيدا انضم إلى سكوير في عام 1995، الشركة التي كانت تعرف من قبل في ذلك الوقت، قبل الاندماج مع إنيكس. هو معروف جيدا لعمله على سلسلة فاينل فانتسي. وتعاون تكررا مع مصمم اللعبة ياسومي ماتسونو.

## أعمال
| اسم اللعبة                             | الإصدار | اسم الجهاز                      | دور يوشيدا                                       |
| -------------------------------------- | ------- | ------------------------------- | ------------------------------------------------ |
| زي ليارد                               | 1990    | حاسوب شخصي                      | مصمم                                             |
| أوغر باتل: ذا مارتش أوف ذا بلاك كوين   | 1993    | سوبر نينتندو إنترتينمنت سيستم   | مصمم الشخصيات وبطاقات تارو                       |
| تاكتكس أوغر                            | 1995    | سوبر نينتندو إنترتينمنت سيستم   | مصمم الشخصيات واتجاه فني لخلفية                  |
| فاينل فانتسي تاكتكس                    | 1997    | بلاي ستيشن                      | مصمم الشخصيات                                    |
| فيجرانت ستوري                          | 2000    | بلاي ستيشن                      | مصمم الشخصيات والخلفية                           |
| وايلد كارد                             | 2001    | وندر سوان كلر                   | مصمم الشخصيات والبطاقات                          |
| فاينل فانتسي XII                       | 2006    | بلاي ستيشن 2                    | مصمم الشخصيات الرئيسية والمشرف على تصميم الخلفية |
| فاينل فانتسي III (المُعادة)             | 2006    | نينتندو دي إس                   | مصمم الشخصيات                                    |
| فاينل فانتسي تاكتكس دا وار أوف دا ليون | 2007    | بلاي ستيشن بورتبل               | مصمم الشخصيات                                    |
| هيكري نو 4 سينشي : فاينل فانتسي قايدن  | 2009    | نينتندو دي إس                   | مصمم الشخصيات                                    |
| فاينل فانتسي XIV                       | 2010    | مايكروسوفت ويندوز، بلاي ستيشن 3 | اتجاه فني                                        |

## روابط خارجية
- أكيهيكو يوشيدا على موقع IMDb (الإنجليزية)
- أكيهيكو يوشيدا على موقع ميوزك برينز (الإنجليزية)
- أكيهيكو يوشيدا على موقع ديسكوغز (الإنجليزية)